# Medidas precautorias
Las medidas precautorias son actos procesales que pretenden asegurar el resultado práctico de la pretensión, garantizando la existencia de bienes sobre los cuales haya de cumplirse la sentencia judicial que se dicte en un proceso.
Carece de sentido que se siga un largo juicio para establecer que una determinada persona deba pagarle una cantidad de dinero a otro, si una vez dictada la sentencia, el primero no tiene bienes en los cuales hacer efectivo el cumplimiento del fallo.

## Características
Entre las características generales de las medidas precautorias, se pueden mencionar:
- Son actos procesales.
- Son instrumentales, toda vez que sirven para asegurar el resultado práctico de la acción deducida.
- Son esencialmente provisionales, ya que cumplida el fin para el cual han sido dispuestas, ellas deben cesar.
- Son acumulables, toda vez que el actor puede solicitar una o más, según el caso.
- Son sustituibles, ya sea a petición del propio demandante, o a petición del demandado.
- Deben limitarse a los bienes necesarios para responder al resultado del juicio y no deben perseguir presionar al demandado.

## Fundamentos

### Fumus boni iuris
En latín, "apariencia de buen derecho". Significa que debe existir una posibilidad cualificada de que la pretensión del demandante sea reconocida en el juicio. La doctrina señala que es una "zona intermedia" entre la afirmación de un derecho alegado y la certeza de que ese derecho existe.
Generalmente se conforma con antecedentes que puedan configurar una presunción grave o determinante de lo reclamado, sin que en el momento mismo constituyan plena prueba.

### Periculum in mora
Significa "peligro en el retardo". La medida precautoria se justifica en la necesidad de que el resultado probable del juicio no se haga ilusorio con el paso del tiempo entre la demanda y la sentencia, habiendo espacio suficiente para que el demandado pueda burlar la obligación que nazca del resultado del proceso u ocurra un evento que pueda frustrar la satisfacción de la pretensión del actor. El periculum in mora, en todo caso, debe ser congruente con el fumus bonus iuris, y debe probarse que es necesaria la cautela en relación con la probabilidad de certeza del derecho invocado.

## Regulación por países

### Chile
Se regulan en los títulos IV y V del Libro II del Código de Procedimiento Civil (CPC). El primero habla de las "medidas prejudiciales" para preparar un juicio, mientras que el segundo habla de las "medidas precautorias" que pueden pedirse dentro de un juicio o también como medida prejudicial.

#### Medidas prejudiciales
El art. 273 CPC establece que se pueden pedir, antes de iniciar un juicio, las siguientes actuaciones ante el tribunal:
- Declaración jurada acerca de algún hecho relativo a su capacidad para parecer en juicio, o a su personería o al nombre y domicilio de sus representantes
- Exhibición de cosas que hayan de ser objeto de la acción que se trata de entablar
- Exhibición de sentencias, testamentos, inventarios, tasaciones, títulos de propiedad u otros instrumentos que pudieran interesar a varias personas
- Muestra de libros de contabilidad relativos a negocios en que tenga parte el solicitante
- Reconocimiento jurado de firma en instrumento privado

Asimismo, el art. 281 establece que puede pedirse la inspección judicial, informe pericial o certificación de ministro de fe, cuando exista peligro inminente de un daño o perjuicio, o se trate de hechos o cosas que puedan fácilmente desaparecer. El art. 284, en tanto, establece la absolución de posiciones (confesión) para el caso de que alguien pueda abandonar el país prontamente, y el art. 286 la declaración de testigos que no pudieran declarar posteriormente.
El demandado también puede, en caso de temer ser demandado y para preparar su defensa, pedir las medidas precautorias del N° 5 del art. 273 y arts. 281, 284 y 286 (art. 288).

#### Medidas precautorias
El art. 290 CPC establece que para asegurar el posible resultado de la acción intentada, el demandante puede pedir que se decrete una o varias de las siguientes medidas:
- El secuestro (retención judicial) de la cosa que es objeto de la demanda.
- El nombramiento de uno o más interventores.
- La retención de bienes determinados.
- La prohibición de celebrar actos o contratos sobre bienes determinados.

En todo caso, el art. 300 establece que pueden decretarse otras medidas cautelares innominadas, quedando a criterio del juez según la naturaleza del juicio.
Las medidas pueden pedirse en cualquier estado del juicio, incluso como medida prejudicial (art. 279). En este último caso, decretada la medida, el peticionario debe presentar demanda en el plazo de 10 días, ampliables a 30, con expresa mención de mantener la precautoria decretada, bajo pena de cesar la medida y presumir dolo y perjuicio por su proceder (art. 280).
La medida precautoria genera un incidente dentro del juicio, salvo que por razones graves deba ordenarse sin notificación al afectado, en este último caso solo hasta por 5 días (art. 302). La exigencia de caución al peticionario es facultativa para el juez (art. 298), pero será obligatorio cuando se pida como medida prejudicial (art. 279 N° 2) y en el caso de no haber antecedentes suficientes hasta por un plazo de 10 días mientras se obtengan (art. 299).
Conforme al art. 301, las medidas precautorias son esencialmente provisionales, y deberán hacerse cesar siempre que desaparezca el peligro que se ha procurado evitar o se otorguen cauciones suficientes.

### República Dominicana

#### Clasificación

##### Atendiendo a su reglamentación
- Precautorias ordinarias: las señala el artículo 290 del Código de Procedimiento Civil;
- Especiales: las establece la ley al tratar de otros procedimientos.
- Extraordinarias: son las que no se encuentran especialmente señaladas en la ley, pero que el Tribunal puede disponer exigiendo caución:

##### Según la oportunidad en que se solicitan
- Prejudiciales.
- Propiamente tales o judiciales.

##### Según si se exige o no prueba del derecho que se reclama
- Con comprobante que constituya presunción grave del derecho que se reclama: constituyen la regla general.
- Sin comprobante: constituyen la excepción y solo proceden en casos graves y urgentes, por un término de diez días y previa caución. (art. 299).

##### Según su tramitación
- Con notificación al demandado de la medida concedida, constituyen la regla general.
- Sin notificación (artículo. 302 inciso segundo). Se otorgan siempre que existan razones graves para ello.

##### Según si se exige o no caución
- Sin caución: las ordinarias; la regla general;
- Con caución facultativa: las extraordinarias .
- Con caución obligatoria: cuando se solicitan sin comprobante.